# Algidia interrupta
Algidia interrupta is een hooiwagen uit de familie Triaenonychidae. De wetenschappelijke naam van Algidia interrupta gaat terug op Forster.